# División de Honor Oro Femenina de Balonmano 2023-24
La División de Honor Oro femenina de balonmano 2023-24 es la segunda temporada de la División de Honor Oro, competición de liga de la segunda categoría del balonmano femenino en España (ahora ya oficialmente como segunda categoría y no como subcategoría).
La reestructuración de la División de Honor Oro en la temporada anterior se mantuvo y fueron un total de 12 equipos. Ascendieron a División de Honor tres equipos (dos de forma directa, el Balonmano Morvedre y el Grafometal La Rioja y el ganador de la fase de ascenso, el Balonmano Zuazo (que se enfrentó al Cicar Lanzarote Ciudad de Arrecife, al Zonzamas y al Adesal Córdoba, equipo campeón de la División de Honor Plata). 
También, en la Asamblea General Ordinaria del 2023, se amplió para la próxima temporada a 14 equipos la División de Honor Oro. Solo descendió a División de Honor Plata un equipo, el Errece Almassora Balonmano.

## Equipos
| Inscritos 2023-24                  | Inscritos 2023-24                  | Inscritos 2023-24                        |
| ---------------------------------- | ---------------------------------- | ---------------------------------------- |
| Ikasa Balonmano                    | Bandera de la Comunidad de Madrid  | Pabellón Municipal de Boadilla del Monte |
| Zonzamas Pluscar Lanzarote         | Bandera de Canarias                | Pabellón Municipal de San Bartolomé      |
| Vino Doña Berenguela BM. Bolaños   | Bandera de Castilla-La Mancha      | Pabellón Macarena Aguilar                |
| Soliss BM Pozuelo de Calatrava     | Bandera de Castilla-La Mancha      | Pabellón Las Espartanas                  |
| Cicar Lanzarote Ciudad de Arrecife | Bandera de Canarias                | Pabellón Municipal de Titerroy           |
| Zuazo Femenino                     | Bandera del País Vasco             | Polideportivo Lasesarre                  |
| Grafometal La Rioja                | Bandera de La Rioja (España)       | Palacio de los Deportes de La Rioja      |
| Rodríguez Cleba                    | Bandera de Castilla y León         | Palacio Municipal de los Deportes        |
| Club Almassora Balonmano           | Bandera de la Comunidad Valenciana | Pabellón Municipal La Garrofera          |
| Uneatlantico Pereda                | Bandera de Cantabria               | Pabellón Polideportivo de la Albericia   |
| Costa de Almería Roquetas          | Bandera de Andalucía               | Pabellón Municipal Infanta Cristina      |
| Balonmano Morvedre                 | Bandera de la Comunidad Valenciana | Pabellón René Marigil                    |

## Clasificación
|                                                            | Equipo                             | Puntos | J  | G  | E | P  | GF  | GC  | DG  |
| ---------------------------------------------------------- | ---------------------------------- | ------ | -- | -- | - | -- | --- | --- | --- |
| 1                                                          | Balonmano Morvedre                 | 36     | 22 | 17 | 2 | 3  | 633 | 529 | 104 |
| 2                                                          | Grafometal La Rioja                | 35     | 22 | 16 | 3 | 3  | 555 | 455 | 100 |
| 3                                                          | Zuazo Femenino                     | 35     | 22 | 16 | 3 | 3  | 574 | 508 | 66  |
| 4                                                          | Cicar Lanzarote Ciudad de Arrecife | 28     | 22 | 13 | 2 | 7  | 575 | 526 | 49  |
| 5                                                          | Zonzamas Pluscar Lanzarote         | 25     | 22 | 10 | 5 | 7  | 572 | 571 | 1   |
| 6                                                          | Vino Doña Berenguela BM. Bolaños   | 22     | 22 | 10 | 2 | 10 | 559 | 538 | 21  |
| 7                                                          | Rodríguez Cleba                    | 17     | 22 | 6  | 5 | 11 | 578 | 613 | -35 |
| 8                                                          | Balonmano Ikasa Boadilla           | 14     | 22 | 6  | 2 | 14 | 499 | 526 | -27 |
| 9                                                          | Soliss BM Pozuelo de Calatrava     | 14     | 22 | 5  | 4 | 13 | 493 | 561 | -71 |
| 10                                                         | Costa de Almería Roquetas          | 13     | 22 | 4  | 5 | 13 | 526 | 610 | -84 |
| 11                                                         | Uneatlantico Pereda                | 13     | 22 | 5  | 3 | 14 | 509 | 569 | -60 |
| 12                                                         | ERRECE Almassora BM.               | 12     | 22 | 5  | 2 | 15 | 535 | 599 | -64 |
| Fecha: 5/5/2024 - Fuente: Federación Española de Balonmano |                                    |        |    |    |   |    |     |     |     |

### Fase de ascenso
Tras los partidos de la liga regular, dónde Balonmano Morvedre y Grafometal La Rioja consiguieron el ascenso directo, el tercer puesto se decidió entre los equipos de Zuazo Femenino, Cicar Lanzarote Ciudad de Arrecife y Zonzamas Pluscar Lanzarote por parte de esta división y, por parte de la División de Honor Plata, se metió en la fase el Adesal Córdoba por quedar campeona de la División de Honor Plata. El equipo que asciende es el Zuazo Femenino. 
|                                                             | Equipo                             | Puntos | J | G | E | P | GF | GC | DG |
| ----------------------------------------------------------- | ---------------------------------- | ------ | - | - | - | - | -- | -- | -- |
| 1                                                           | Zuazo Femenino                     | 6      | 3 | 3 | 0 | 0 | 92 | 79 | 13 |
| 2                                                           | Cicar Lanzarote Ciudad de Arrecife | 2      | 3 | 1 | 0 | 2 | 83 | 83 | 0  |
| 3                                                           | Zonzamas Pluscar Lanzarote         | 2      | 3 | 1 | 0 | 2 | 73 | 80 | -7 |
| 4                                                           | Adesal Córdoba                     | 2      | 3 | 1 | 0 | 2 | 76 | 82 | -6 |
| Fecha: 19/5/2024 - Fuente: Federación Española de Balonmano |                                    |        |   |   |   |   |    |    |    |